# Adido
Adido ist ein Arrondissement im Département Collines im westafrikanischen Staat Benin. Es ist eine Verwaltungseinheit, die der Gerichtsbarkeit der Kommune Savé untersteht.

## Demografie und Verwaltung
Gemäß der Volkszählung 2013 des beninischen Statistikamtes INSAE hatte das Arrondissement 8743 Einwohner, davon waren 4260 männlich und 4483 weiblich.
Von den 60 Dörfern und Quartieren der Kommune Savé entfallen sieben auf Adido:
1. Agbaboué
2. Atti
3. Djaloumon
4. Igboè
5. Issalè Otin
6. Kingoun
7. Tchoui